# 川村忠
川村 忠（かわむら ただし、1973年12月17日 - ）は、日本の俳優。本名同じ。血液型はO型。モスクワ出身。姉は歌手の川村カオリ。

## 略歴
商社駐在員を務めていた日本人の父、川村秀（現・日露文化センター代表）とロシア人の母、エレーナ・スクドノーワ・アレクサンドロフナとの間に、モスクワで生まれる。幼い頃に正教の洗礼を受ける。聖名はセルゲイ。
幼少時はモスクワ日本人学校や日本の小中学校で過ごし、英国四天王寺学園四天王寺大学・高等部卒業。のちに渡露し、ロシア国立モスクワ獣医大学獣医学部に入学。芸能活動を本格的に取り組むため大学を中退し帰国。
1999年にモデル活動を一時休止。2007年には再び活動を再開する。俳優の谷口賢志と深い交友関係を持つ。
2009年7月、乳癌のため都内の病院にて38歳で亡くなった姉の川村カオリの葬儀で喪主を務めた。

## TVドラマ
- 『こんな私に誰がした』（フジテレビ、1996年）（出演）
- 『嵐がくれたもの』（フジテレビ、2009年）（出演）
- 『モテキ』（テレビ東京、2010年）（出演）

## TV CM
- 日本中央競馬会『CLUB KEIBA うっかり変身篇』2010年（出演）

## 映画
- 『君にラブソングを』（東宝、2010年）（出演）
- 『ロストクライム -閃光-』（角川、2010年）（出演）

## 舞台
- スペースシャトルショー第2回公演『BUTLER × BATTLER 〜執事王選手権〜』-刑事　根蛾真面目役（2010年1月21日 - 24日 シアターサンモホール）
- スペースシャトルショー第3回公演『シブヤ×アキバ〜カノジョはボクの青い鳥〜』-情報屋 ちょうさん役
  - （東京公演）（2010年5月19日 - 23日 シアターグリーン BIG TREE THEATER）
  - （大阪公演）（2010年8月27日 - 29日 世界館）
  - （東京公演）（2010年9月2日 - 5日 シアターサンモホール）
- スペースシャトルショー第4回公演『BUTLER × BATTLER 〜聖夜の贈りもの〜』-友住財閥頭首 友住蝶二郎役（2010年12月22日 - 26日 シアター1010）
- スペースシャトルショー第5回公演『VOYAGE〜光の射す方へ〜』-ゼレズニー役（2011年3月2日 - 8日 シアターサンモール）

## 雑誌
- 1998年
  - ウォーキング専門月刊誌 ペルパト（9月号 経済界出版）
- 1999年
  - 別冊Smart シルバーアクセ最強読本2（4/25号 宝島社）
  - POPEYE（6/10号 マガジンハウス）
  - Smart（8/9号 宝島社）
- 2007年
  - Hot SPA!（12/1号 扶桑社）
- 2008年
  - 東京BAR10×10（3/10号 ぴあ）
  - TOUGH（5/1号 ネコパブリッシング）
  - SPA!（5/6号 扶桑社）
  - アサヒ芸能（5/22号 徳間書店）
  - PC Fan（10/1号 毎日コミュニケーションズ）

## 関連人物
- 川村カオリ（姉で歌手、エッセイスト）
- 川村秀（父で歴史家）
- 川村晃（伯父で芥川賞作家）
- 杉原千畝（父の上司で父母の仲人 ; 元・駐リトアニア日本領事代理）
- 谷口賢志（友人で俳優）